# Quarterdeck Ridge
Quarterdeck Ridge är en bergstopp i Antarktis. Den ligger i Östantarktis. Nya Zeeland gör anspråk på området. Toppen på Quarterdeck Ridge är 1 341 meter över havet.
Terrängen runt Quarterdeck Ridge är bergig åt nordväst, men åt sydost är den kuperad. Havet är nära Quarterdeck Ridge österut. Trakten är obefolkad. Det finns inga samhällen i närheten. 